# Troy (berg)
Troy är ett berg i Karibiska Nederländerna.   Det ligger på ön Saba, i den nordöstra delen av landet, 800 km nordost om huvudstaden Kralendijk. Toppen på Troy är 586 meter över havet.